# Pudgy Penguins

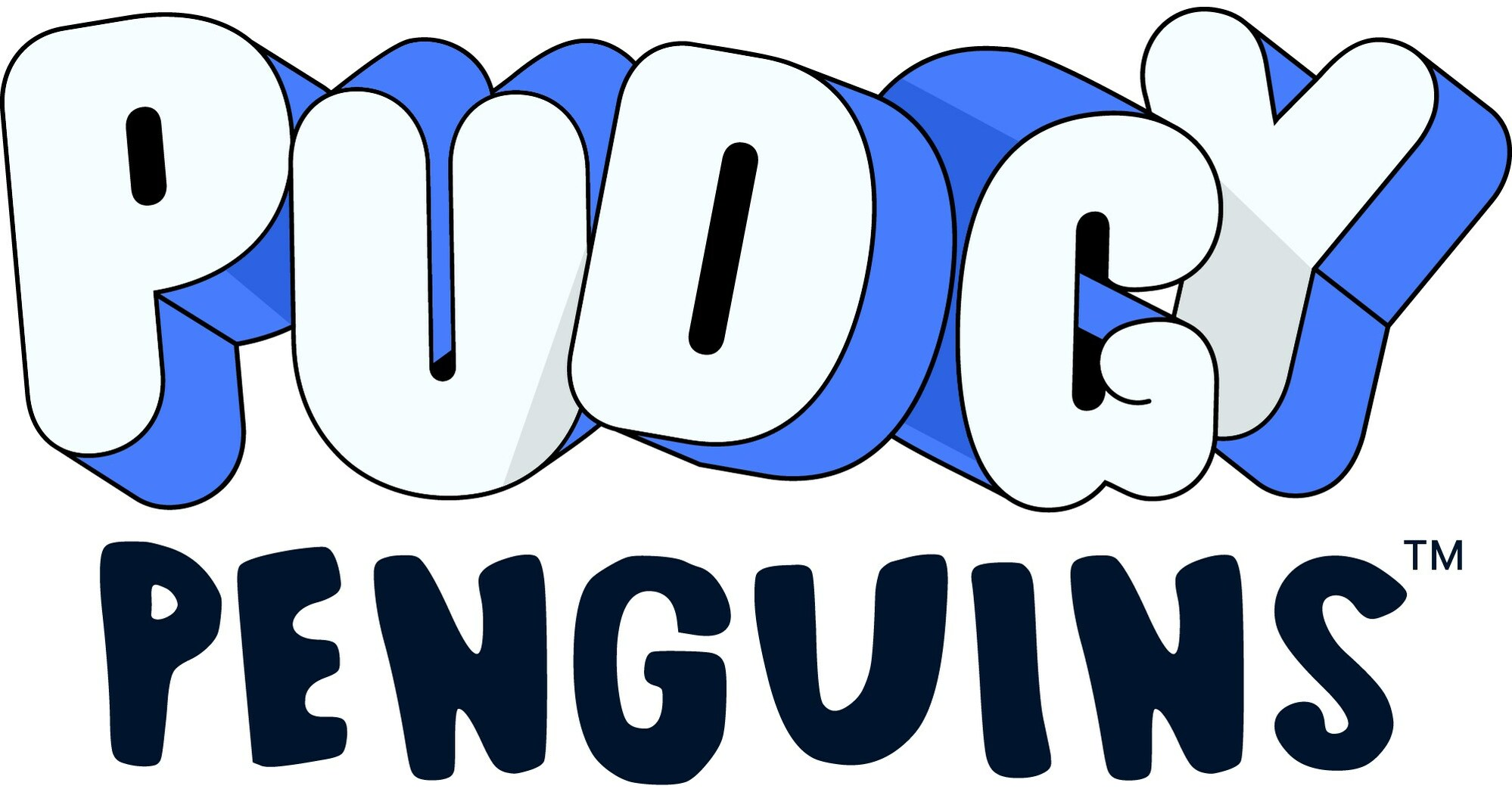
Logo di Pudgy Penguins

Pudgy Penguins  è una raccolta di opere d'arte digitali basate su blockchain formate da token non fungibili (NFT).
Si tratta di una raccolta di 8.888 NFT univoci lanciati sulla blockchain di Ethereum nell'agosto 2021.
Fondata nel luglio 2021, l'organizzazione è stata formata da un gruppo di studenti universitari.
Nell'aprile 2022, Pudgy Penguins è stata acquisita da Luca Schnetzler per una cifra pari a 750 ETH che sono equivalenti a 2,5 milioni di dollari.